# William Edwards Cook
William Edwards Cook (Des Moines, Iowa, 1881- Palma, 1959). Pintor.
Va estudiar a l'Institut d'Art de Chicago el 1898 i poc després a la National Academy of Design de Nova York. Sortí dels Estats Units el 1903. Contemporani del naixement de les avantguardes europees, conegué personalment l'obra de Cézanne, que l'impactà profundament. Va ser deixeble de Jean-Paul Laurens i d'Adolphe-William Bouguereau a París.

## Cook a Mallorca
Visità Mallorca el 1913, quan hi coincidí amb Gertrude Stein, i després hi tornà el 1914. A causa de la Gran Guerra, tingué grans dificultats econòmiques per viure de la pintura i, per aquest motiu, decidí tornar a l'illa, on ja hi era la primavera de 1915. El 1926 va encarregar a l'arquitecte suís Le Corbusier el disseny d'una casa cubista innovadora, als afores de París, que en l'actualitat es coneix com a Maison Cook o Vila Cook. El 1936 fixà definitivament la seva residència a Mallorca, a una casa del Terreno, en companyia de la seva esposa, la ballarina i també pintora Jeanne Moallic. Fan amistat amb Joan Antoni Fuster Valiente, Miquel Àngel Colomar, Màrius Verdaguer i altres pintors, escriptors i crítics d'art de l'illa. La seva pintura és bàsicament cézanniana. Promogué i formà part del Grup dels set (1948), amb Lluís Derqui i Derqui, Joan A. Fuster Valiente, Pere Sureda Montaner, Antoni Sabater Martorell, Francisco Vizcaíno López-Arteaga, Jaume Joan Rosselló i influí considerablement sobre l'art mallorquí posterior.

## L'obra pictòrica
Pintà natures mortes, algun paisatge i retrats d'amics, i també va fer qualque retrat per encàrrec. En general treballà a l'oli sobre tela o taula, en formats petits o mitjans. Va fer dibuixos i adesiara emprà l'aquarela. Com Cézanne, la seva pintura analitza l'estructura de les dades naturals i no busca resultats atractius a la vista, sinó a la ment. No li interessa tant l'estructura aparent de les coses, com la subjacent, la que s'amaga al darrere del que es veu superficialment. A través dels colors recreà un captivador lirisme cromàtic que recorda el de Cézanne. De Matisse i Bonnard prengué la claredat dels colors i els jocs fascinants de la seva composició i distribució. No li interessava reflectir en el quadre ni la realitat que es veu, ni les emocions subjectives que provoca la seva contemplació. A través de la pintura volgué reflectir la realitat profunda i duradora de les coses.
L'obra que Cook deixà a Mallorca excel·lí per la solidesa i la força expressiva. Destaquen diverses obres, però sobretot commou el seu autoretrat davant un mirall a l'interior de casa seva. Val a dir que aquesta tela va fer part de la col·lecció d'obres del pintor Miquel Llabrés (1930-1983).

## Exposicions, homenatges i reconeixements
Participà a diverses edicions del Saló de tardor del Cercle de Belles Arts i obtengué la medalla d'honor del VI Saló de tardor, del Cercle de Belles Arts (1947). El 1949 va fer una exposició individual a les Galeries Costa, l'única que presentà a Mallorca. Morí a Son Catlaret, el Terreno, i descansa en el cementiri de Gènova (Palma).
Després de la seva mort, va ser objecte de diversos homenatges. El 1961 el Cercle de Belles Arts li dedicà “Exposición homenaje a William E. Cook” i edità un catàleg amb text de Joan Bonet. El 1962 la Galeria Danús dedicà un homenatge conjunt a William E. Cook i Tito Cittadini. El 1979 el Cercle de Belles Arts li tornà a dedicar una exposició amb catàleg que inclogué textos de Rafel Perelló Paradelo i Joan Bonet. El 1983 la Galeria Danús va fer l'exposició “Recuerdo y vivencia de W. E. Cook” amb un text de Joan Bonet. El desembre de 1991 la Fundació Barceló inaugurà “Exposición rememorativa del Grupo de los Siete (1948-49)” amb un catàleg que recordava el grup i els pintors que hi participaren. El 1992 el Centre Cultural de la Misericòrdia dedicà una exposició antològica a W. E. Cook a la sala Guillem Mesquida, amb un catàleg que portava col·laboracions de Cristòfol Serra i Enric Juncosa.